# Medellín (песня)
«Medellín» (с исп. — «Медельин») — песня, записанная американской певицей Мадонной при участии колумбийского певца Малумы. Премьера песни состоялась 17 апреля 2019 года, она стала лид-синглом с четырнадцатого студийного альбома Мадонны Madame X.

## Создание и релиз
Малума познакомился с Мадонной после выступления на MTV Video Music Awards 2018. В феврале 2019 года исполнитель опубликовал в Instagram фотографию в студии звукозаписи с Мадонной. В интервью журналу Forbes он подтвердил слухи о том, что они работают вместе над новой музыкой, сказав: «Мадонна и я готовим вместе, делаем прекрасные песни. Я очень взволнован. Это огромный шаг для моей культуры, для Латинской культуры, это очень, очень большой шаг».
Название песни — отсылка к названию колумбийского города Медельин, в котором родился Малума.
15 апреля 2019 года Мадонна опубликовала обложку сингла, заявив что 17 апреля состоится премьера.

## Критический приём
Критик NME Шарлотта Ганн назвала трек «удивительной, рефлексирующейся поп-песней», также отметив, что песня звучит «свежо». Джем Асвад из Variety написал, что «хотя песня и не является танцевальной, о чём мечтали многие фанаты, это знойное и многообещающее введение в последнюю „эру“ Мадонны».

## Музыкальное видео
Премьера музыкального видео на песню состоялась 24 апреля в эфире телеканала MTV. Режиссёром выступила испанский фотограф Диана Кунст.

## Концертные выступления
Мадонна и Малума впервые исполнили свою песню 1 мая 2019 года во время выступления на церемонии Billboard Music Awards. Журнал Billboard назвал их выступление одним из лучших всего этого вечера.

## Список композиций
| №  | Название                      | Длительность |
| -- | ----------------------------- | ------------ |
| 1. | «Medellín» (альбомная версия) | 4:58         |

| №  | Название                                         | Длительность |
| -- | ------------------------------------------------ | ------------ |
| 1. | «Medellín» (Offer Nissim Madame X In The Sphinx) | 5:30         |
| 2. | «Medellín» (Offer Nissim Set Me Free Remix)      | 5:10         |

| №  | Название                      | Длительность |
| -- | ----------------------------- | ------------ |
| 1. | «Medellín» (радийная версия)  | 3:51         |
| 2. | «Medellín» (альбомная версия) | 4:58         |

## Чарты
| Чарт (2019)                                | Наивысшее место |
| ------------------------------------------ | --------------- |
| Argentina (Argentina Hot 100)              | 57              |
| Бельгия/Фландрия (Ultratip Bubbling Under) | 8               |
| Бельгия/Валлония (Ultratip Bubbling Under) | 7               |
| Canada Digital Songs (Billboard)           | 37              |
| China Airplay (Billboard)                  | 12              |
| Colombia (Monitor Latino)                  | 10              |
| Croatia (HRT)                              | 9               |
| Finland Digital Songs (Billboard)          | 5               |
| France Downloads (SNEP)                    | 11              |
| Greece Digital Songs (Billboard)           | 3               |
| Венгрия (Single Top 40)                    | 9               |
| Israel (Media Forest)                      | 7               |
| Italy (FIMI)                               | 37              |
| Japan Hot Overseas (Billboard)             | 17              |
| Mexico Espanol Airplay (Billboard)         | 19              |
| New Zealand Hot Singles (RMNZ)             | 37              |
| Panama (Monitor Latino)                    | 17              |
| Польша (Polish Airplay Top 100)            | 32              |
| Portugal Digital Songs (Billboard)         | 4               |
| Romania (Airplay 100)                      | 81              |
| Шотландия (OCC Scotland)                   | 42              |
| Словакия (Rádio — Top 100)                 | 53              |
| Spain (PROMUSICAE)                         | 67              |
| Sweden Digital Songs (Billboard)           | 5               |
| Швейцария (Schweizer Hitparade)            | 69              |
| Великобритания (OCC UK Singles)            | 87              |
| США (Billboard Dance Club Songs)           | 1               |
| США (Billboard Hot Latin Songs)            | 18              |
| US Pop Digital Songs (Billboard)           | 21              |
| Venezuela (National-Report)                | 5               |